# Eve teasing

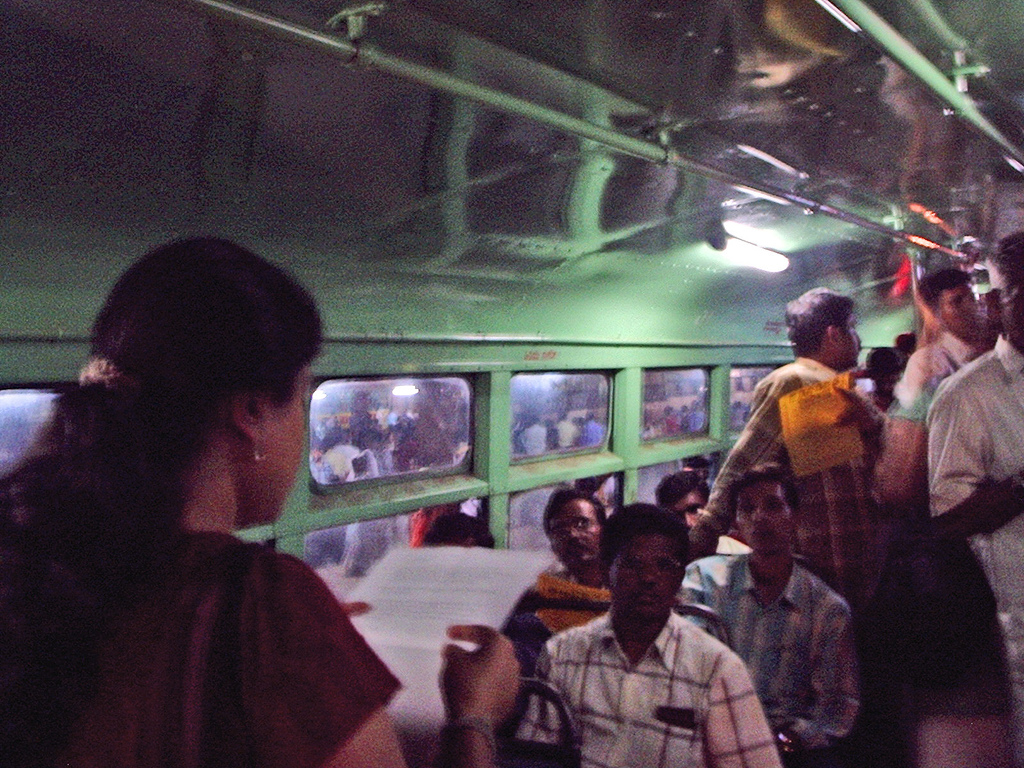
Gegen das Eve teasing: Öffentliche Intervention einer Aktivistin des Blank Noise Projekts am Majestic Busbahnhof in Bangalore, 2003

Mit dem Euphemismus Eve teasing (englisch Eva necken) wird in Indien, Pakistan, Bangladesch und Nepal die sexuelle Belästigung von Frauen auf öffentlichen Plätzen bezeichnet. 1998 wurde der New Delhi Prohibition of Eve Teasing Act verabschiedet, wodurch die sexuelle Belästigung erstmals eine Begriffsbestimmung erfuhr. Einen eigenen Straftatbestand stellt Eve teasing in Indien nicht dar.

## Vorgehen
Eve-teasing reicht von anzüglichen Andeutungen, über Grapschen bis zu Drohung. Weiterhin fallen Handlungen wie das Nachpfeifen und unerwünschte Berührungen darunter. Täter sind Einzelpersonen sowie Gruppen. Zeitweise wurde insbesondere in Indien auch Stalking darunter einbezogen, was erst spät ein eigener Straftatbestand wurde. Einige Fälle steigerten sich bis in Vergewaltigung und Mord.

## Entwicklung und Gegenmaßnahmen
Erste Versuche, das Problem auf juristischem Wege in den Griff zu bekommen, fanden keine Resonanz, obwohl das Phänomen seit den 1970er Jahren bekannt ist. Eine erste gesetzliche Regelung (und juristische Definition) fand 1984 seitens der Provinzregierung von New Delhi statt.
1990 forderte eine Gruppe von Angestellten eine Mitfahrerin während der Busfahrt auf, entweder auszusteigen oder vergewaltigt zu werden. Nach dem Tod Sarika Shahs aufgrund eines Angriffs verkündete die Regierung des indischen Bundesstaates Tamil Nadu 1998 die Tamil Nadu Prohibition of Eve-teasing Ordinance.
Der Großraum Delhi ist eine besonders stark betroffene Region. Dem Problem wurde auch im Vorfeld der Commonwealth Games 2010 in Delhi versucht beizukommen, da man eine negative Wirkung auf ausländische Gäste befürchtete. In Mumbai wurden unter anderem Frauenwaggons eingerichtet. Die Anzahl von (auch allein) reisenden Frauen hat sich seit 1995 verdoppelt. Entsprechende Ladies Special-Abteile sind seither in vielen Regionalzügen Indiens wie auch in der Metro von Delhi eingerichtet worden.
Besonders extreme Ausschreitungen, so die Gruppenvergewaltigung in Delhi 2012, machten weltweit Schlagzeilen und lösten in Indien Großdemonstrationen und Proteste und verschiedene Ansätze zu Gegenmaßnahmen aus. Die Tat wurde auch zum Anlass genommen, den Euphemismus Eve teasing durch einen zutreffenderen Begriff zu ersetzen. Bekannt wurde auch der Fall einer TV-Reporterin, die vor dem Krankenhaus von dem Geschehen berichten wollte, und dabei selbst von drei Männern aus einem Auto heraus belästigt wurde.
NGOs gegen das Eve teasing sind unter anderem Nirbhaya Karnataka („Furchtlose Karnataka“), bei der unter anderem das Blank Noise Project in Bangalore mit engagiert ist. Entsprechende Aktionen gibt es auch in Mumbai.